# هوپان
هوپان (به انگلیسی: Hopane) یک ترکیب شیمیایی با شناسه پاب‌کم ۱۰۱۱۵ است. 